# Автоматизация
Автоматизàция (наричана още автомàтика) се нарича използването на автоматични или автоматизирани технически средства , икономико-математически методи и системи за управление, освобождаващи човека частично или пълно от участие в процесите на получаване, преобразуване, предаване и използване на енергия, материали или информация, както и съществено намаляващи степента на това участие или трудоемкостта на изпълняемите операции. Терминът „автоматичен“ означава пълна замяна на човешката дейност от техниката, а понятието „автоматизиран“ означава частична замяна и относително голяма степен на участие на човека в процеса.
В процеса на автоматизация участват технически средства с различно предназначение: датчици (сензори), въвеждащи устройства, управляващи устройства (контролери), изпълнителни устройства, извеждащи устройства, сървъри, работни станции. Те използват електронна техника и методи за изчисления, понякога копиращи нервните и мисловните функции на човека.
Автоматизацията е едно от направленията на научно-техническия прогрес. Тя има за цел облекчаване на човешката дейност и повишаване на нейната ефективност. Обхваща много области от човешката дейност: производство, технологии, проектиране, планиране, управление, научни изследвания и други.

## Определение и примери
Съгласно DIN V 19233 автоматизацията се определя като „Оборудване на съоръжение, така че да работи по предназначение, изцяло или частично, без човешка намеса.“ 
В по-тесен смисъл автоматизацията характеризира присъщите усилия на системите да постигат цели чрез автоматично или независимо (автономно) действие, да следват променливи цели, да формират и поддържат цели или, когато целите са постигнати, да развиват дейности за стабилизиране на системата въпреки съществуващите смущения. 
Примери за автоматизация:
- процесът на преобразуване на една компания в технически производствени съоръжения за самостоятелно производство с изключване на човешкия труд;
- в бизнес администрацията автоматизация се нарича състоянието на завършена автоматизация;
- комбинацията от повтарящи се функционални последователности при електронна обработка на данни в макроси или нови програмни функции, например при обработка на текст, при обработка на изображения или в географски информационни системи. По същия начин, необслужваната инсталация автоматизира процеса на конфигуриране.

Когато процесът на ръчна работа използва машини за извършване на напрегната физическа работа, той е механизиран и потокът на процеса все още се контролира от хората. За разлика от това, при автоматизацията потокът на процеса също се контролира от машини (автоматизирани машини), а хората наблюдават цялостния автоматизиран процес и изпълняват неавтоматизираните стъпки на процеса.

## Цел, решения  и области на използване
Целта на автоматизацията е повишаване на производителността на труда, подобряване на качеството на продукцията, оптимизация на управлението, отстраняване на човека от производства, опасни за здравето. Автоматизират се:
Първото правило на всяка технология в бизнеса е, че автоматизирането на ефективните дейности повишава ефективността. Второ правило: автоматизирането на неефективни дейности увеличава неефективността. 
Бил Гейтс
- производствени процеси;
- технологии;
- проектиране, планиране;
- организация, управление;
- обучение, образование;
- научни изследвания;
- бизнес-процеси

и други области на човешката дейност.
Автоматизацията, с изключение на най-простите случаи, изисква комплексен, системен подход към решаване на задачите. Затова решенията на задачите, стоящи пред автоматизацията, обикновено се наричат системи, като:
- система за автоматично управление (САУ);
- система за автоматично регулиране (САР);
- система за автоматизация на проектни работи (САПР);
- автоматизирана система за управление на технологични процеси (АСУ).

Основните типове автоматизация според приложението са:
- Автоматизация на производството
- Автоматизация на технологичните процеси
- Автоматизация на проектирането
- Автоматизация на обучението
- Автоматизация на програмирането
- Автоматизация на дома
- Автоматизация на обслужването

Нивото на автоматизация може да бъде различно. 

## Видове автоматизация
Един от опростените видове управление при автоматизацията е „включен-изключен“. Пример за такъв са термостатите, използвани в домакинските уреди. Електромеханичните термостати в уреди за отопление, вентилация и климатизация (ОВК) могат да осигуряват само включено и изключено състояние при управление на отопляващи или охлаждащи системи. Електронното управляващо устройство (контролер), позволява регулиране на степените и добавянето на различна вариация при отопление, като позволява и контролиране на скоростта на вентилаторите.
Автоматизация, в която програмирана поредица от обособени операции е изпълнена, често се основава на системна логика, която преминава през различен системен стадий.
Съвременният тип автоматизация е революционизирал производството, самолетостроенето, комуникациите както и много голяма част от другите индустрии. Той е управление с обратна връзка, която обикновено е непрекъсната и включва вземането на определени мерки, използвайки датчици (сензори) и изпълнява изчислени корекции, за да запази измерваната променлива величина в зададен диапазон.

### Отворени и затворени управляващи вериги
Всички елементи, представляващи измерването и управлението на една променлива, се наричат управляващи вериги. Верига, която използва измерен сигнал, захранва сигнала обратно и го сравнява до зададена точка, изчислява и изпраща обратен сигнал, за да направи корекции, се нарича затворена управляваща верига. Ако веригата не включва обратна връзка, изпълняваща определени корекции, се нарича отворена управляваща верига. Управляващата верига е обикновено е завършена с управляващо устройство (контролер).

### Автоматизация и логическа последователност
Автоматизацията е възможно да бъде фиксирана поредица или логическа такава, която ще изпълни различни действия основаващи се на вариативни системни стадии. Пример за регулируема, но иначе фиксирана поредица, е таймер при тревните пръскачки.
Стадии, насочващи към различни условия, могат да възникнат при употреба на мрежата. Пример за това е асансьор, който е логически основан на системен стадий, отговарящ на възможностите на мрежата и въведените от потребителя данни. Примерно, ако потребителят натисне някой бутон, системата ще отговори в зависимост от това дали асансьорът е спрял, в движение, или се движи нагоре или надолу, дали вратата е отворена или затворена.

### Компютърно управление
Компютрите имат възможността да изпълняват цялостното управление, използвайки създаден за целта приложен софтуер. Програмируемите логически контролери представляват електронни устройства, управлявяни от специално разработени микропроцесори, които заменят таймерите и секвенторите. Компютрите имат способността да управляват работата на стотици контролери. Също така могат да обработват множество от различни входни данни, математически операции, използвайки сложни алгоритми, създадени за управление. Имат възможността да анализират данните и да ги възпроизвеждат на графични дисплеи, в реално време, за улеснение на обслужващите лица.
Управлението на банкоматите е пример за интерактивни процеси, при които компютър изпълнява логика, достигайки я от свързана в мрежа база данни, получена в отговор на избраната от потребителя операция. Тези процеси имат голяма прилика с други онлайн трансакции. Различните логически отговори се наричат сценарии. Такива процеси са създадени с помощта на блок-схеми, които ръководят писането на софтуерния код.

## История
Особената грижа на средновековните гърци и араби (между III и XIII век) е точното изчисляване на текущото време. В Птолемеев Египет, около 270 г. сл. н. е., ученият-изобретател Ктесибий изобретил и описал специален регулатор за воден часовник – устройство, наподобяващо контролер на нивото на водата в тоалетна. Това е първото устройство с функция за обратно управление . Появата на механични часовници през 14 век направи водния часовник с неговото усъвършенствано устройство за автоматично управление остарял.
Изтъкнатите персийски учени, братята Мохамед, Ахмед и Хасан, известни като „синовете на Муса“, в своята „Книга на съоръженията (английски)“ (850 г. сл. н. е.), описват няколко устройства с функцията за автоматично управление наведнъж . Един от тях вече осигурява двуфазен контрол на нивото на течността, като всъщност е първото автоматично устройство за управление на непрекъснат процес с променлива структура . Братята описват и типичен контролер с обратна връзка. .
Най-ранният автоматичен механизъм с обратна връзка е бил използван за разпъване на крилата на вятърни мелници. Патентован е от Едмънд Лий през 1745 г.
Центробежният регулатор, който датира от последната четвърт на 18 век, бил използван за регулиране на дистанцията между воденичните камъни. Центробежният регулатор също бил използван в автоматичната мелница за брашно, разработена от Оливър през 1785 г., което я прави първият напълно автоматизиран производствен процес. Регулаторът бил приложен от Джеймс Уат в парната машина през 1788 г., след като партньорът му Болтън видял такъв регулатор по време на строежа на мелница за брашно. Регулаторът всъщност не можел да поддържа установена скорост, защото скоростта зависела от промени в натоварването. Регулаторът обаче бил в състояние да отчита по-малки колебания, като например причинените от колебанията на топлинния товар на котела. Освен това имало тенденция за поява на вибрации при промяна на скоростта. Поради това двигателите, оборудвани с този регулатор, не били подходящи за операции, изискващи постоянна скорост, например при предачната машина.
Преди края на 19 век са направени подобрения на регулатора и на клапата-прекъсвач на парния двигател, го прави подходящ за повечето промишлени цели. Напредъкът в парната машина изпреварва научните постижения в термодинамиката и теорията на управлението.
Регулаторът влиза в полезрението на учените едва когато Джеймс Кларк Максуел публикува статия, положила началото на теоретичното разбиране на теорията на управлението. През 1920 година е разработен електронен усилвател за телефонията на дълги разстояния, при която се изисква по-високо съотношение сигнал-шум, което е решено с отрицателна обратна връзка за анулиране на шума. Тези и други приложения на телефонията спомагат за развитие на теорията на управлението. По време на Втората световна война някои военни приложения, допринесли за теорията на управлението и възползвали се от нея, са противопожарните системи и контролът на въздухоплавателните средства. Думата „автоматизация“ е въведена през 1940 г. от General Electric. Разработването на така наречената класическа теория на управлението датира между 40-те и 50-те години на XX век.
Понятието реле е въведено с електрификацията на фабриките, която бързо се налага между 1900 и 1920 година. Електрическите централи от своя страна също бързо се разрастват и въвеждат в експлоатация нови котли с високо налягане, парни турбини и електрически подстанции, които създават голяма нужда от инструменти и механизми за контрол.
Командните зали стават популярни през 20-те години на XX век, макар че до началото на 30-те преобладаващият процес на контрол е чрез включване-изключване. Операторите обикновено наблюдавали графики, начертани от записващите устройства на уредите. За да направят корекции, операторите ръчно отваряли или затваряли клапите или превъртали ключовете на позиция „включено“ или „изключено“. Командните зали използвали също цветни кодирани светлини, за да изпращат сигнали към работниците в завода ръчно да направят някои промени.

### Компютърна ера
Контролери, които можели да правят изчислени промени в отговор на отклоненията от зададена стойност, по-точно в зависимост от положението включване-изключване, започват да се въвеждат през 30-те години на XX век. Контролерите позволяват на производството да постигне ръст на производителността, която да компенсира намаляващото влияние от електрификацията на фабриките.
С настъпването на космическата ера през 1957 г. развитието на управлението, особено в Съединените щати, се отдалечава от методите на класическата теория на управлението в честотната област и се връща към методите на диференциалните уравнения от края на 19 век, които са формулирани във времевата област. През 40-те и 50-те години на XX век немската математичка Ирмгард Флюге-Лотц (Irmgard Flügge-Lotz) разработва теорията за периодичното автоматично управление, което е широко използвано в системи за управление на хистерезис като навигационни системи, системи за управление на огъня и електроника. Благодарение на Флюге-Лотц и други, модерната ера вижда проектиране във времева област за нелинейни системи (1961), навигация (1960), теория за оптимално управление и оценка (1962), теория за нелинейно управление (1969), цифрово управление теория и филтриране (1974) и персонален компютър (1983).
През 1959 г. рафинерията „Port Arthur“ на тексаската компания „Texaco“ става първият химически завод с цифрово управление. Преминаването на фабриките към цифрово управление започва да се разпространява бързо през 70-те години на ХХ век, тъй като цената на компютърния хардуер намалява.

## Значими постижения
Автоматичният телефонен номератор (разпределително табло) е въведен през 1892 г. заедно с набиране на номер на телефон. До 1929 г., 31,9 % от системата Бел е автоматична.
Автоматичното телефонно превключване първоначално използват вакуумно-лампови усилватели и електро-механични превключватели, които консумират много електроенергия. Броят на обажданията в крайна сметка нараства толкова бързо, че възникват опасения, че телефонната система ще изконсумира цялата произведена електроенергия, което мотивира Bell да започнат научните изследвания на транзистора.
Комбинационно логическата схема, представена от телефонни превключвателни релета, става основа за създаването на цифровия компютър.
Първата машина с търговски успех за производство на стъклени бутилки била автоматичен модел, представен през 1905 г. Машината, управлявана от екип от двама души на 12-часови смени, можела да произведе 17 280 бутилки за 24 часа, в сравнение с 2880 бутилки, изработени от шестима души за един ден. Разходите за правене на бутилки от машина били 10 до 12 цента брутно в сравнение с 1,80 долара брутно от ръчни стъклари и помощници.
Секционните електрически устройства са разработени с помощта на теорията на управлението. Те се използват при различни части на машината, където между секциите трябва да бъде поддържано точно диференциране. При валцуването на стоманата, металът се удължава като преминава през чифтове ролки (валяци), които трябва да се движат с последователно нарастваща скорост. В производството на хартия, листът хартия се свива, когато минава край нагревателите за сушене на пара, подредени в групи, които трябва да се движат с последователно намаляваща скорост. Първото приложение на секционно електрическо устройство е в машината за хартия през 1919 г. Едно от най-важните подобрения в стоманообработващата промишленост през ХХ век е непрекъсната широка лента за валцуване, разработена от ARMCO през 1928 година.

### Текущи ограничения
Голяма част от човешките задължения в индустриалните процеси/дейности все още са отвъд възможностите на автоматизацията. Човешкото ниво на разпознаване на образци и модели, умението да разбира и възпроизвежда човешкия език са далеч над способностите на съвременните компютърни и технически системи. Някои от задачите/задълженията изискват субективна преценка или синтез от множество сетивни възприятия, като обоняние и слух, докато при други, например стратегическото планиране, са нужни съобразителност и експертна човешка преценка. В много случаи наемането на хора е икономически по-изгодно от използването на механична сила, дори и при възможност за автоматизация на процедурите. Преодоляването на тези недостатъци е една от целите на съвременната икономика.

## Съвременни и нововъзникващи приложения

### Автоматизирана продажба
Храни и напитки
Хранително-търговската индустрия започва своята автоматизация с модернизиране на процесите при обслужване на клиентите: McDonald’s въвеждат сензорен екран система за поръчки и плащания в голяма част от ресторантите си, намалявайки нуждата от наемането на касиери. Тексаският университет в Остин има напълно автоматизирани кафе-центрове. Някои кафенета и ресторанти използват приложения за таблети и телефони, за да подобрят процесите по обслужване на клиентите, позволявайки им да извършват своите поръчки и плащания посредством мобилните си устройства. Други ресторанти са постигнали автоматизация дори и при сервирането на поръчките директно до масите на клиентите, използвайки конвейер-лентови системи. Използването на роботи на места служи като заместител на сервиращия състав. 
Магазини
Множество супермаркети, и дори някои от по-малките магазини, въвеждат системи за самообслужване, намалявайки нуждата от наемането на обслужващ персонал.
Пазаруването през интернет (онлайн пазаруването) също може да се счита за форма на автоматизирана търговия, тъй като плащането и получаването на поръчката се осъществяват посредством автоматизирана онлайн система за осъществяване на сделки. Друга форма на автоматизация са например Кива системите, които Amazon ползва.

### Изграждане и експлоатация на мини
Въвеждането на автоматизация в мините е с цел изместването на човешкия труд от работата в тях. Поради това автоматизацията в тази индустрия е в постоянен процес на напредък. Въпреки това все още голяма част от работните процеси изискват човешко участие в тях, а това важи с особена сила за страните от Третия свят, където цената на работната ръка е в значително по-ниска от разходите по автоматизация на процесите.

### Видеоследене
Между 1997 и 1999 г. Правителствената агенция към Министерството на отбраната на САЩ стартира проучване за автоматизиране на програмата за визуално следене и мониторинг (Visual surveillance and monitoring – VSAM), а по-късно и програмата за въздушно видео следене (Airborne video surveillance – AVS, от 1998 до 2002 г.). Разработва се напълно автоматизирана система за следене и наблюдение. Съществуващите автоматизирани системи за наблюдение са съобразени с обстановката, която са проектирани да следят, т. е. различават се по вида (вътрешни, външни или въздушни) и количеството сензори, които автоматизираната система е в състояние да управлява, както и по подвижността им, например стационарна или мобилна камера. Целта на такава система е да заснема обектите и траекториите им в даден район и да генерира сигнали или предупреждение в случай на възникване на необичайни действия или събития. 